# 法國足球競賽會
法國足球競賽會（法語：Racing Club de France Football），或稱為巴黎競賽會（Racing Paris），RCF巴黎（RCF Paris），馬特拉競賽會（Matra Racing），競賽會（Racing Club），是一家位於巴黎郊區科隆布的足球俱樂部。
巴黎競賽會成立於1882年，最初是一家多項運動俱樂部，是法國足球歷史上最古老的俱樂部之一。球隊參加法國足球第四級別的乙組聯賽比賽。巴黎競賽會是法国足球甲级联赛的創始會員之一。球會曾贏得一次法甲聯賽冠軍（1935-36賽季）和五次法國盃冠軍。競賽會亦曾參加由法國體育協會聯盟（Union des Sociétés Françaises de Sports Athlétiques）認證的聯賽，這是法國的第一個頂級聯賽。球會於1899年首次亮相聯賽，並在1907年贏得冠軍，之前曾於1902年和1903年分別取得亞軍。球會保持著法甲聯賽單個賽季38場比賽中進球最多的紀錄，於1959-60賽季攻入118球。
著名球員包括羅傑·馬奇、奧斯卡·埃瑟爾、查德·西索瓦斯基、拉烏爾·迪亞涅、路爾斯·費南迪斯、馬克西姆·波錫、大衛·真路拿、路爾斯·索布里尼奧、比艾爾·列巴斯基、安索·法蘭斯哥利、阿尔弗雷德·布洛克及魯本·帕斯。拉烏爾·迪亞涅與球會共度十年（1930-1940年），並於1931年成為法國國家隊上的第一位黑人球員。他與隊友阿卜杜勒卡德·班·布阿利（Abdelkader Ben Bouali）一同參加1938年國際足協世界盃，後者是國家隊上首批北非球員之一。競賽會從2009年至2012年與勒瓦卢瓦-佩雷達成財務協議後搬至附近地區。

## 球會榮譽
- 法甲聯賽：
  - 冠軍 (1)：1935–36
- 法乙聯賽：
  - 冠軍 (1)：1985–86

## 外部連結
- 官方网站  （法語）
- 官方臉書（法語）